# Noko Matlou
Noko Alice Matlou (Moletjie Ga-phaudi, 30 settembre 1985) è una calciatrice sudafricana, difensore dell'Eibar e della nazionale sudafricana.
Nazionale dal 2006, ha disputato cinque edizioni della Coppa d'Africa di categoria, arrivando in finale nel 2012 e nel 2018, due Olimpiadi e un Mondiale, segnando 64 reti e superando le 150 presenze con la maglia delle Banyana Banyana, risultato condiviso con Janine van Wyk, uniche atlete a raggiungere in Sudafrica, tra maschi e femmine, tale primato. Oltre ad altri numerosi riconoscimenti, Matlou è diventata anche la prima sudafricana a essere nominata calciatrice africana dell'anno nel 2008.

## Biografia
Matlou nasce a Moletjie Ga-phaudi, piccolissimo insediamento nei pressi di Ga-Masehlong, municipalità locale di Aganang, provincia del Limpopo.

## Carriera

### Nazionale
Matlou inizia ad essere convocata dalla Federazione calcistica del Sudafrica (South African Football Association - SAFA) dai primi anni duemiladieci, chiamata in nazionale dal commissario tecnico August Makalakalane, debuttando nel ruolo di attaccante nel dicembre 2007 contro la Nigeria. Makalakalane la convoca anche per il secondo turno di qualificazione al campionato africano di Guinea Equatoriale 2008 dove l'8 marzo 2008 va a segno per la prima volta con la maglia delle Banyana Banyana nell'incontro di ritorno vinto in casa per 2-0 sulle avversarie dello Zimbabwe, contribuendo così ad ottenere l'accesso alla fase finale. Qui si mette in luce, segnando 5 reti per la sua nazionale, tra cui la tripletta che supera in semifinale il Camerun e quella che porta il Sudafrica sul parziale di 1-1 nella finale, poi persa per 2-1 con la Guinea Equatoriale, e benché altre fonti le attribuiscano lo stesso numero di gol nel torneo classificandosi al secondo posto della classifica marcatrici alle spalle dell'equatoguineana Genoveva Añonma (6 reti).
Il 26 agosto 2007, prima dell'incontro valido per la qualificazione alle Olimpiadi di Pechino 2008 con il Ghana presso il Caledonian Stadium di Pretoria, Matlou fu al centro di una controversia, a causa dei sospetti espressi da un altro funzionario della Federcalcio ghanese sull'identità sessuale della calciatrice. In quell'occasione l'arbitro designato alla conduzione, per poter disputare la partita pretese di sottoporla negli spogliatoi a un controllo di genere alla presenza del capitano della squadra avversaria. Una volta confermata la sua identità di donna, alla fine le fu permesso di scendere in campo.
Makalakalane la inserisce in rosa sia per l'edizione 2009 che per la successiva della Cyprus Cup, torneo dove va a segno per due volte in entrambe le edizioni.
Gli anni successivi continuò ad essere convocata anche dopo il passaggio al nuovo CT Joseph Mkhonza, che la inserì in rosa sia per il campionato africano di Guinea Equatoriale 2012 che per le qualificazioni continentali alle Olimpiadi di Londra 2012.
Con l'avvicendamento del CT sulla panchina del Sudafrica, con l'olandese Vera Pauw a rilevare Mkhonza dal marzo 2014, il successivo settembre decide di inserirla nella rosa delle giocatrici che affrontano il campionato africano di Namibia 2014, cambiandole tuttavia il ruolo e schierandola come difensore., torneo concluso al quarto posto.
Matlou continua ad essere convocata regolarmente con la sua nazionale, con Pauw che la chiama in occasione delle Olimpiadi di Rio 2016, e anche dopo l'avvicendamento con Desiree Ellis alla guida della nazionale, che la chiama sia per le due coppe delle nazioni africane di Camerun 2016 (quarto posto) e Ghana 2018, dove la sua nazionale deve lasciare il titolo alla Nigeria solo dopo i tiri di rigore nella finale del 1º dicembre 2018 all'Ohene Djan Stadium di Accra.
Dopo averne testato il grado di preparazione in alcune amichevoli, che le faranno raggiungere le 150 presenze con la maglia delle Banyana Banyana, risultato condiviso con Janine van Wyk, uniche atlete a raggiungere in Sudafrica, tra maschi e femmine, tale primato, Ellis decide di inserirla nella lista delle 23 calciatrici convocate per il Mondiale di Francia 2019 comunicata il 17 maggio 2019.
Il CT sudafricano la impiega in tutti i tre incontri disputati dalla sua nazionale, la quale, inserita nel gruppo B con Cina, Germania e Spagna, subisce la superiorità tecnica delle avversarie perdendo tutte le partite e venendo di conseguenza eliminata già alla fase a gironi.

## Palmarès

### Nazionale
- Coppa delle nazioni africane femminile: 1

2022

### Individuale
- Calciatrice dell'anno sudafricana: 1

2008
- African Women's Footballer of the Year: 1

2008